# Ароза (Швейцарія)
Ароза (нім. Arosa) — громада  в Швейцарії в кантоні Граубюнден, регіон Плессур.

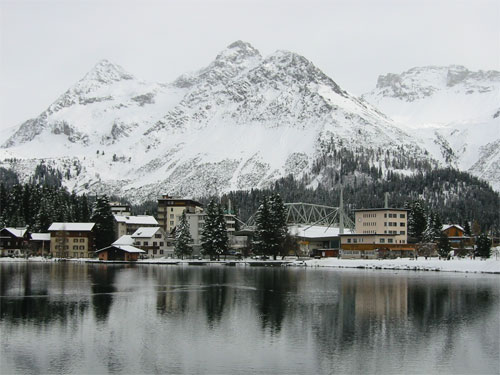

В Арозі проходив чемпіонат світу з сноуборду 2007.

## Географія
Громада розташована на відстані близько 175 км на схід від Берна, 14 км на південний схід від Кура.
Ароза має площу 154,8 км², з яких на 2,1% дозволяється будівництво (житлове та будівництво доріг), 46,1% використовуються в сільськогосподарських цілях, 28,5% зайнято лісами, 23,3% не є продуктивними (річки, льодовики або гори).

## Демографія
2019 року в громаді мешкало 3145 осіб (-6,5% порівняно з 2010 роком), іноземців було 25,2%. Густота населення становила 20 осіб/км².
За віковим діапазоном населення розподілялося таким чином: 13,5% — особи молодші 20 років, 63,2% — особи у віці 20—64 років, 23,3% — особи у віці 65 років та старші. Було 1663 помешкань (у середньому 1,8 особи в помешканні).
Із загальної кількості 2959 працюючих 122 було зайнятих в первинному секторі, 313 — в обробній промисловості, 2524 — в галузі послуг.

## Відомі люди
- Генрих Лорер — хокеїст, бронзовий призер зимових Олімпійських ігор у Санкт-Моріце (1948)
- Александра Шпрюнглі — дружина власника компанії "Lindt", швейцарська "шоколадна королева".